# Kungak
Kungak (ros. Кунгак) – wieś (dieriewnia) w Rosji, w Baszkortostanie, w rejonie askińskim. W 2010 liczyła 602 mieszkańców, głównie Tatarów.